# La Palma de Cervelló
La Palma de Cervelló es un municipio español perteneciente a la comarca del Bajo Llobregat, en la provincia de Barcelona, comunidad autónoma de Cataluña. Forma parte del área metropolitana de Barcelona. El municipio, con una extensión de 5,41 km², tiene un total de 2992 habitantes, INE 2020. La densidad de población es de 553 habitantes por kilómetro cuadrado y una población de 3040 habitantes
El 1857 se integró en Cervelló, constituyó un municipio entre 1937 y 1939, durante la Guerra Civil, volviendo a formar parte de Cervelló tras su finalización. Se independizó por segunda vez el 21 de julio de 1998.

## Símbolos
El escudo de la Palma de Cervelló se define por el siguiente blasón:
«Escudo losanjado: de oro, una palma de sinople en palo. Por timbre, una corona mural de pueblo.»
Fue aprobado el 19 de enero de 2001 y publicado en el DOGC el 6 de febrero de 2001 con el número 3321. Armes parlantes relativas al nombre del pueblo; con la corona mural (republicana); el esmalte de oro recuerda el escudo de Cervelló, municipio del cual formó parte hasta 1998.
Fue famoso por tener el primer y único alcalde invidente de España, Josep María Llop Rigol, Convergencia y Unión hasta 2007.

## Demografía
La Palma de Cervelló cuenta con una población de 3044 habitantes (INE 2024).
| Gráfica de evolución demográfica de La Palma de Cervelló entre 2001 y 2021 |
| |
| Población de derecho según los censos de población del INE. Población de hecho según los censos de población del INE.Entre el censo de 2001 y el anterior, aparece este municipio porque se segrega del municipio Cervelló. |

## Patrimonio
Ermita de Sant Joan del Pla: es una ermita románica construida al siglo xi. Está ubicada a la izquierda del arroyo de Rafamans. Está documentada en 1313, cuando era dedicada a San Juan y a San Félix. Fue construida por las monjas benedictinas de Sant Pere de les Puelles. El entorno de la ermita estaba en manos de esta congregación desde el año 975 a causa de la donación de la condesa Riquilda. En 1347 en la capilla de Sant Joan de l’Erm había un altar dedicado a la Virgen. A partir del siglo xvi la capilla aparece mencionada con frecuencia en las visitas pastorales. Está formada por una nave y un ábside de planta semicircular. La nave está cubierta con una bóveda de cañón reforzada por un arco toral. El ábside está decorado por un friso de arcos ciegos agrupados de cuatro en cuatro entre lesenas. La construcción es de sillares pequeños. Se conserva una ventana de medio punto y doble derrame. Cerca del ábside, al muro norte, hay una absidiola practicada en el grosor del muro de factura posterior al edificio. Los elementos de la capilla son característicos de la arquitectura del siglo xi. Se puede ver en la ornamentación lombarda y la puerta original que estaba formada por un arco de medio punto con dovelas ligeramente irregulares.
Las Fiestas Mayores: El patrón de la Palma es San Isidro, la cual, su fiesta se celebra el día 15 de mayo en su honor. Esta misma fiesta va de mayo a finales de junio, sobre todo muy celebrada por la Hermandad de San Isidro, una congregación católica. Además, la fiesta mayor se celebra en honor a Santa María de la Palma, el 15 de agosto.